# Jacques Villain
Jacques Villain (* 13. März 1934; † 12. Juni 2022) war ein französischer theoretischer Physiker am Zentrum für Atomenergie (CEA) in Grenoble und Mitglied der Académie des sciences.

## Leben
Jacques Villain studierte Physik an der École normale supérieure, forschte am Institut Laue-Langevin in Grenoble, war von 1984 bis 1988 Institutsdirektor am Forschungszentrum Jülich und war ab 1996 directeur des recherches am CEA. Im Jahre 2000 wurde er in die Académie des sciences gewählt.

## Forschung
Schwerpunkte seiner wissenschaftlichen Arbeit lagen in der statistischen Physik, Festkörperphysik und Oberflächenphysik. Besonders bemerkenswert sind seine Beiträge zur Theorie des Kristallwachstums und der atomaren Dynamik an Oberflächen, des niederdimensionalen Magnetismus und räumlich modulierter, kommensurabler und inkommensurabler Strukturen in Festkörpern.
U. a. erhielt er 1962 den Paul-Langevin-Preis, 1985 den Prix Jean Ricard.

## Schriften (Auswahl)
- Theoretical and experimental studies on one-dimensional magnets. In: Advances in Physics, Bd. 25 (1976), Heft 2, S. 87–209 (zusammen mit M. Steiner und C. G. Windsor) doi:10.1080/00018737600101372
- Continuum models of crystal growth from atomic-beams with and without desorption. In: Journal de Physique, Jg. 1 (1991), Heft 1, S. 19–42, ISSN 1155-4304 doi:10.1051/jp1:1991114
- Physics of crystal growth (Collection Aléa-Saclay; Bd. 4). Cambridge University Press, Cambridge 1998, ISBN 0-521-55855-7 (zusammen mit Alberto Pimpinelli).
- Le kaléidoscope de la physique, Belin, 2014, ISBN 978-2-7011-6487-8 (zusammen mit Attilio Rigamonti und Andrey Varlamov).